# Reisemobil International
Reisemobil International ist eine deutschsprachige Special-Interest-Zeitschrift für mobiles Reisen, die seit 1989 im Verlag DoldeMedien in Stuttgart erscheint. Sie informiert monatlich über neue Fahrzeugmodelle, enthält Test- und Fahrberichte von Reisemobilen, Zubehörtests sowie Reisereportagen.

## Geschichte
Die Gründung von Reisemobil International als erste Reisemobil-Zeitschrift, die im Vierfarbdruck erschien, erfolgte 1989 durch den Stuttgarter Verleger Gerhard Dolde und seinen Anzeigenchef Hansjörg Schwab. Im selben Verlag wurde 1994 die Zeitschrift Camping, Cars & Caravans für Wohnwagen-Liebhaber gegründet. 2009 übernahm die Forum Media Group aus Merching bei Augsburg die beiden Zeitschriften. Jährlich führen die beiden Magazine eine gemeinsame Leserbefragung zu den besten Fahrzeug- und Zubehörmodellen im Bereich Wohnwagen und Wohnmobile durch und verleihen an die Hersteller den König Kunde Award. 2014 kam mit der zweimonatlich erscheinenden Zeitschrift Camper Vans ein Magazin speziell für  Campingbusse und Kastenwagen hinzu. 1996 veröffentlichte Reisemobil International als Sonderausgabe den ersten Bordatlas-Stellplatzführer, der mehr als 6.000 Übernachtungsplätze in Deutschland und Europa ausweist und auch als Web-App mobil abrufbar ist. Außerdem wird jährlich das Sonderheft Reisemobil-Kaufberater mit Typ-Tests für Einsteiger und Modellübersichten veröffentlicht.

## Inhalte
1989 wurde zum Start der Zeitschrift Reisemobil International der Profitest entwickelt. Die Profis sind sechs Experten (Schreiner, Karosseriebauer, Elektriker, Sicherheitsexperte, Installateur Wasser und Gas), die mit ihrem Fachwissen ein aktuelles Reisemobil testen. Seit 2008 werden die Testfahrzeuge neben der Straßenerprobung auch auf die Versuchsstrecke geschickt, wo auf verschiedenen Fahrbahnbelägen Komfortmessungen (Fahrgeräusche und Fahrkomfort) durchgeführt werden, ebenso sicherheitsrelevante Fahrmanöver in voll beladenem Zustand. Die Industrie hat diese Testverfahren teilweise für ihre eigenen Erprobungsfahrten übernommen. Im Testformat „Dauertest“ erheben die Redakteure über mindestens ein halbes Jahr relevante Daten und erhalten somit Hinweise auf die Haltbarkeit des Fahrzeugs. Im Zubehörteil werden  Tipps für die Ausstattung  und Nachrüstung von Wohnmobilen gegeben. Ein  Thema ist dabei die Optimierung der Stromversorgung an Bord. Im Reiseteil der Zeitschrift werden Tourenvorschläge und Tipps für den mobilen Urlaub national und international geboten. Außerdem führt die Redaktion regionale Stellplatz-Checks in jeder Ausgabe durch. Vor allem die Einrichtung neuer Stellplätze in der Nähe  touristischer Ziele ist in Deutschland ein  infrastrukturelles Thema, da aufgrund wachsender Beliebtheit des Urlaubs mit dem Reisemobil Stellplätze immer knapper werden.
| 1998  | 1999  | 2000  | 2001  | 2002  | 2003  | 2004  | 2005  | 2006  | 2007  | 2008  | 2009  | 2010  | 2011  | 2012  | 2013  | 2014  | 2015  | 2016  | 2017  | 2018  | 2019  | 2020  | 2021  | 2022  | 2023  | 2024  |
| ----- | ----- | ----- | ----- | ----- | ----- | ----- | ----- | ----- | ----- | ----- | ----- | ----- | ----- | ----- | ----- | ----- | ----- | ----- | ----- | ----- | ----- | ----- | ----- | ----- | ----- | ----- |
| 46505 | 48211 | 50045 | 45700 | 43560 | 42138 | 35596 | 34852 | 41024 | 44518 | 43779 | 45067 | 45306 | 46754 | 47778 | 48728 | 49381 | 47101 | 48671 | 50349 | 50617 | 47449 | 49179 | 45768 | 39354 | 40650 | 31752 |